# Conservatoire de la Pietà dei Turchini
Le Conservatoire de la Pietà dei Turchini (en italien Conservatorio della Pietà dei Turchini) était un des quatre conservatoires historiques de Naples, qui par leur fusion ont donné naissance au Conservatoire San Pietro a Majella.

## Historique
Il a été fondé en 1583 grâce l'action de la confrérie des Bianchi dell’Incoronatella, qui s'est formée en 1573 grâce l'appui de l'église de l'Incoronatella. De même que pour le conservatoire de Sant'Onofrio, l'institution a été fondée à l'origine pour être un orphelinat. Quand elle est devenue un institut de musique, elle a pris le nom de « Conservatoire Santa Maria della Pietà dei figlioli ». Le nom a changé plus tard en « Conservatorio della Pietà dei Turchini », car les enfants qui y étaient logés, étaient appelés li turchini, en raison de la couleur bleue de leurs vêtements. Le conservatoire dépendait de l'église de la Pietà dei Turchini.
En 1592, l'orphelinat a été déplacé vers des locaux plus grands situés dans la grand rue dell'Incoronata.
Le conservatoire de la Pietà a été l'école napolitaine de musique dont le fonctionnement a duré le plus de temps : en effet, après avoir intégré le Conservatoire de Sant'Onofrio a Porta Capuana et celui de Santa Maria di Loreto, il a été transformé le 1 janvier 1807 en « Collège Royal de Musique », qui est devenu par la suite le présent Conservatoire San Pietro a Majella.

## Enseignement
L'enseignement musical a commencé au début de XVIIe siècle. Le premier professeur de musique que l'on connaisse est un certain Don Lelio d'Urso, actif entre 1615 à 1622; il a été remplacé par Giovanni Maria Sabino, nommé premier maître du Conservatoire de 1622 à 1626 et qui a été le premier maître de chapelle «officiel». À la période la plus active, on trouve parmi les professeurs Francesco Provenzale, Nicola Fago et Leonardo Leo. Ce conservatoire a formé de nombreux chanteurs et instrumentistes en particulier pour le Teatro San Carlo qui était voisin.
Comme dans les autres institutions, il y avait un seul enseignant pour les instruments à cordes et un autre pour les instruments à vent. Contrairement autres écoles, le Conservatoire de la Pietà dei Turchini apparaissait comme le plus humain, car il possédait des dortoirs et des services spacieux, une cuisine d'excellente qualité, une infirmerie, une pharmacie et tout ce qui peut rendre la vie plus confortable.

### Directeurs
Voici, avec les périodes correspondantes de leur charge, une liste des administrateurs (premiers maîtres) qui se sont relayés à la tête du Conservatoire de la Pietà dei Turchini :
- Lelio d'Urso (1615-1622)
- Giovanni Maria Sabino (1622-1626)
- Francesco Lombardi (1626-1630)
- Giacinto Anzalone (1630-1657)
- Domenico Vetromile (1657-1662)
- Giovanni Salvatore (1662-1673)
- Francesco Provenzale (1673-1701)
- Gennaro Ursino (1701-1705)
- Nicola Fago (1705-1740)
- Leonardo Leo (1741-1744)
- Lorenzo Fago (1744-1793)
- Niccolò Piccinni (1792)
- Nicola Sala (1793-1799)
- Giacomo Tritto (1799-1800)

### Maîtres et élèves
Parmi les maîtres et élèves, on peut citer :
maîtres
- Erasmo Bartoli
- Pasquale Cafaro
- Giovanni Furno
- Gaetano Greco
- Francesco Mancini

élèves
- Giovanni Battista Borghi
- Pasquale Cafaro
- Luigi Caruso
- Pietro Antonio Coppola[3]
- Francesco Feo
- Giuseppe de Majo
- Gaspare Spontini
- Angelo Tarchi
- Giacomo Tritto
- Michelangelo Vella